# Ambasada Brazylii w Warszawie

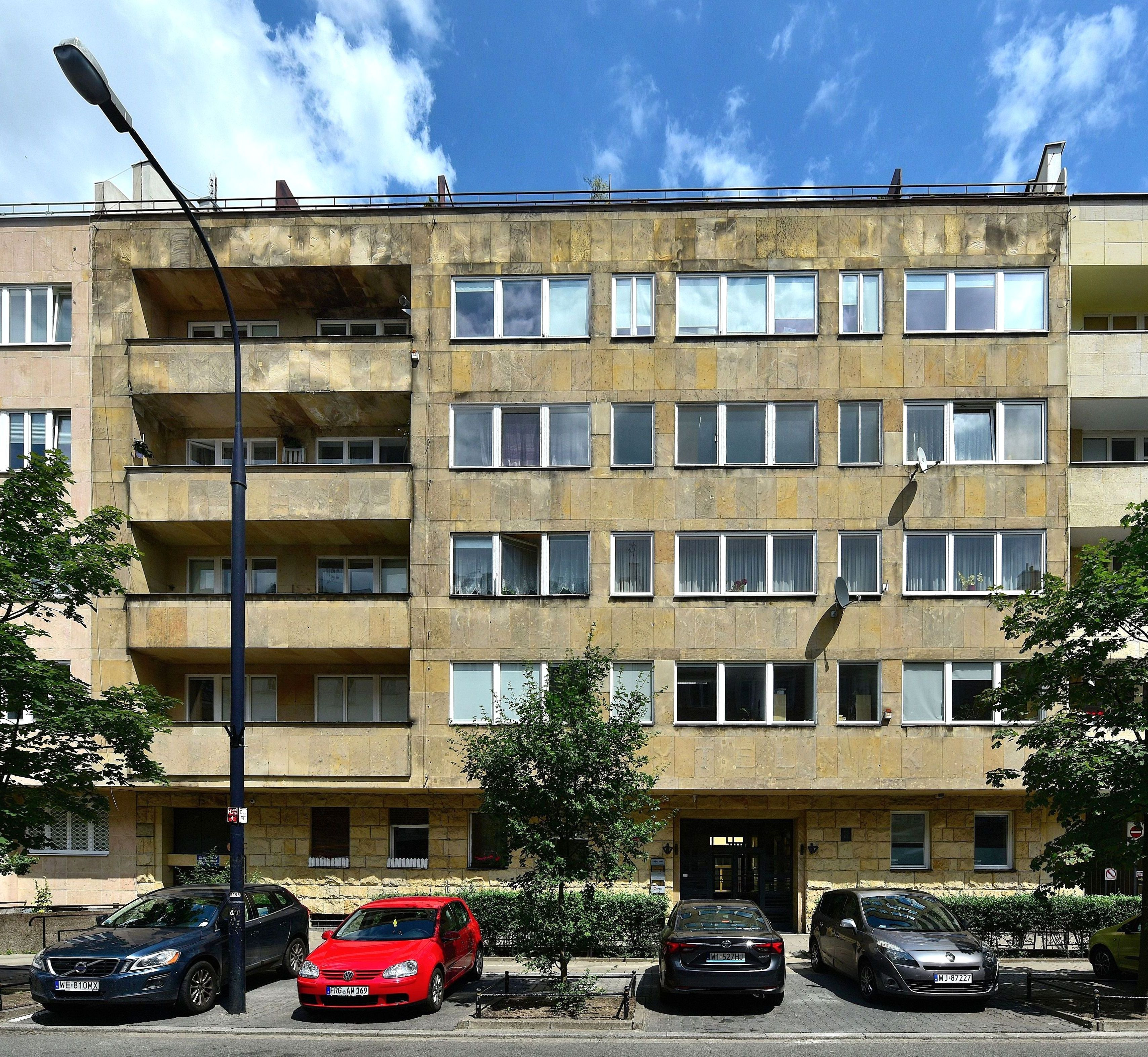
b. siedziba Poselstwa Brazylii przy ul. Wiejskiej 16 (1939)

Ambasada Brazylii w Warszawie (port. Embaixada do Brasil em Varsóvia) – placówka dyplomatyczna Federacyjnej Republiki Brazylii znajdująca się w Warszawie przy ul. Bajońskiej 15.

## Podział organizacyjny
W skład przedstawicielstwa wchodzą:
- Dział Konsularny (port. Setor Consular)
- Dział Handlowy (port. Setor Comercial)
  - Dział Promocji Handlu (port. Setor de Promoção Comercial)
  - Dział Nauki, Technologii i Innowacji (port. Setor de Ciência, Tecnologia e Inovação)
- Dział Kulturalny (port. Setor Cultural)
- Dział Administracyjny (port. Setor de Administração)
- Ataszat Wojskowy (port. Aditância das Forças Armadas)

## Siedziba

### W okresie międzywojennym
Stosunki między Brazylią a Polską zostały nawiązane w 1920, a poseł Brazylii złożył listy uwierzytelniające w 1921. Poselstwo tego kraju funkcjonowało najpierw przy ul. Wilczej 44 (1919-1922), w willi Zamboniego - "Klara" w al. Róż 4 (1923-1932), obecnie nie istnieje, w Hotelu Europejskim przy ul. Krakowskie Przedmieście 13 (1932-1937), następnie w kamienicach przy ul. Wiejskiej 12 (1938) i ul. Wiejskiej 16 (1939).

### Po II wojnie światowej
Stosunki reaktywowano w 1945. Dwa lata później, w 1947, władze Brazylii uruchomiły w Warszawie poselstwo, które mieściło się w hotelu Bristol przy ul. Krakowskie Przedmieście 42-44 (1948-1950), ul. Szustra/J. Dąbrowskiego 45 (1951-1953), ul. Rudawskiej 2 (1954-1975), ul. Poselskiej 11 (1978-2006), od 2009 przy ul. Bajońskiej 15. W 1961 przedstawicielstwo podniesiono do rangi ambasady.
Wydział handlowy był umieszczony przy ul. Wierzbowej 9 (1964-1966), rezydencja ambasadora przy ul. J. Dąbrowskiego 45 (1956-1964), ul. Mysłowickiej 8 (1966).
Funkcjonował konsulat w Gdyni przy ul. Kazimierza Pułaskiego 6 (1960-1985).